# Острозька міська територіальна громада
Острозька міська громада — територіальна громада України в Рівненському районі Рівненської області. Адміністративний центр — місто Острог. Територією громади протікають річки Горинь, Вілія.

## Історія
Утворена 26 липня 2019 року шляхом приєднання Розвазької сільської ради Острозького району до Острозької міської ради обласного значення.
Відповідно до Закону України «Про внесення змін до Закону України „Про добровільне об'єднання територіальних громад“ щодо добровільного приєднання територіальних громад сіл, селищ до територіальних громад міст республіканського Автономної Республіки Крим, обласного значення» громади, утворені внаслідок приєднання суміжних громад до міст обласного значення, визнаються спроможними і не потребують проведення виборів.
У теперішньому виді утворена 12 червня 2020 року шляхом об'єднання Острозької міської ради і всіх сільських рад Острозького району.

## Географія
Громада розташована на межі Малого Полісся та лісостепу. Територія громади переважно висотно-рівнинна, мережана балками, ярами, луками, культивованими ґрунтами, лісами і гаями. На півдні та сході — заліснені висоти з великою кількістю криничних озер, струмків, угловин, валунів і печер. Ґрунти громади переважно супіщані, зрідка чорноземні та торф'яні, у надрах залягає промислова глина, крейда, вапняк, камінь, поклади залізної та мідної руди, кам'яного вугілля, торфу та інших копалин. Найбільшими ріками є Горинь, Вілія і Збитенка.

### Природно-заповідний фонд громади
Національні природні парки:
- Дермансько-Острозький (загальнодержавного значення)

Ботанічні заказники:
- Бущанський (загальнодержавного значення), Урочище «Бір»

Геологічні заказники:
- Мізоцький кряж (частково)

Гідрологічні заказники:
- Збитенський

Ентомологічні заказники:
- Розвазький, Точевицький

Орнітологічні заказники:
- Збитенський

Ботанічні пам'ятки природи:
- Острожчин (загальнодержавного значення)

Комплексні пам'ятки природи:
- Дендропарк Острозького держлісгоспу, Теремне

Заповідні урочища:
- Віковічні дуби, Вікові дубові насадження

Парки-пам'ятки садово-паркового мистецтва:
- Острозький парк

## Населені пункти
До складу громади входять 1 місто (Острог) і 55 сіл:
- Бадівка
- Батьківці
- Білашів
- Болотківці
- Бродів
- Бродівське
- Бубнівка
- Бухарів
- Вельбівно
- Верхів
- Вишеньки
- Вілія
- Волосківці
- Гай
- Грем'яче
- Грозів
- Данилівка
- Дерев'янче
- Дубини
- Завидів
- Завизів
- Ілляшівка
- Країв
- Кураж
- Кургани
- Кутянка
- Лебеді
- Лючин
- Межиріч
- Милятин
- Михайлівка
- Михалківці
- Могиляни
- Мощаниця
- Новомалин
- Новородчиці
- Оженин
- Плоске
- Посива
- Почапки
- Прикордонне
- Радужне
- Розваж
- Садки
- Сіянці
- Слобідка
- Стадники
- Теремне
- Тесів
- Точевики
- Українка
- Хорів
- Хрінів
- Черняхів
- Шлях

## Видатні особистості
У с. Вілія:
- народився відомий письменник-гуманіст Микола Островський (1904–1936).
- починала свою трудову діяльність вчителькою в школі українська акторка Наталія Ужвій (1898–1986),
- побудував школу за власні кошти і займався просвітницькою діяльністю і практичною медициною академік шістнадцяти медичних академій Європи та США, засновник практичного акушерства в Росії та Україні Григорій Рейн (1854–1942).

У с. Михалківцях просвітницькою діяльністю займалися родини:
- українського письменника Дмитра Марковича (1848–1920),
- громадського діяча, просвітника, композитора Сергія Козицького (1883–1941),
- колишній настоятель церкви о. Христофор Блонський (1893–1971).

У с. Милятині:
- народився український поет в діаспорі Олекса Стефанович (1889–1970).

В с. Оженин:
- народився Олег Жох — український армреслер, трьохразовий переможець чемпіонату світу, бронзовий призер та трьохразовий переможець чемпіонатів Європи в різних вагових категорях. Заслужений майстер спорту України (2012)[3].

У с. Черняхові: мав маєток лікар, академік Теофіл Яновський (1860–1928) — засновник фтизіатрії в Україні.